# 薛萬備
薛萬備（?—?），中国唐朝軍人。本敦煌人，后徙雍州咸陽（今陕西省咸陽市）。
薛世雄之子，薛万均和薛万彻的弟弟，有至行，居母丧，庐墓前，唐太宗下诏表彰。645年，以尚辇奉御从唐太宗伐高句丽。唐军进军白岩城。五月廿九日，高句丽乌骨城派一万人增援白岩，将军契苾何力以八百名精锐骑兵阻击，何力挺身冲锋，腰上被长矛刺中，尚辇奉御薛万备单枪匹马前去救助，在万人丛中救回何力。何力情绪更激愤，包扎上伤口又去拼杀，大败高丽兵，杀死一千多人。648年十二月，阿史那社尔攻下龟兹都城，让安西都护郭孝恪守卫，沙州刺史苏海政、尚辇奉御薛万备率领精锐骑兵追击龟兹国王白诃黎布失毕。阿史那社尔打败龟兹后，行军长史薛万备请求借兵威劝说于阗国王伏阇信入京朝见，社尔听从。649年七月初六，伏阇信随薛万备入朝，唐高宗下诏让他谒见太宗灵柩。薛万备官至左卫将军。653年二月初六，因为房遗爱、薛万彻、李元景谋反，李恪同母弟蜀王李愔被废为平民，安置在巴州；房遗直贬为春州铜陵尉，薛万备流放交州。罢除房玄龄在太宗庙陪祭的殊荣。

## 传記資料
- 《新唐書》卷九十四 列传第十九 薛万彻传
- 《旧唐書》卷六十九 列传第十九 薛万彻传
- 《资治通鉴》唐纪